# Roberto Bompiani
Roberto Bompiani (Róma, 1821. február 10. –- Róma, 1908. január 19.), olasz festő és szobrász.  

## Életpályája
Mint szobrász kezdte meg pályáját, utóbb teljesen a festészetre adta magát. Többnyire az antik életből merített képei, amelyekből egy sorozat a római Galleria Nazionale Modernában látható, pl. Salutatio Matutina, Catullus a Tiberis partján, stb. Olaszországban nagyon népszerűvé tették a nevét. Alakjai erősen idealizáltak. Egyházi képeket és arcképeket is festett. 

## Képgaléria

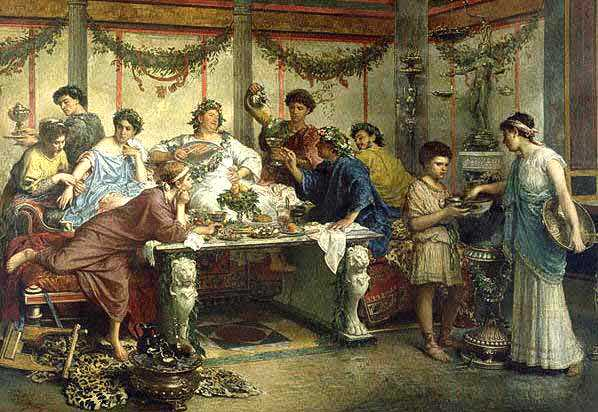
Il Triclinio (Getty Museum)
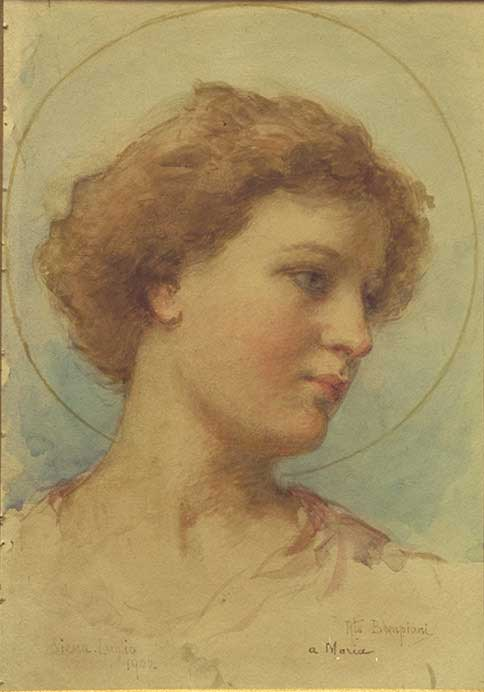
L'Angelo (1902) (Magángyűjteményben)